# پلگی پایین (قلعه‌گنج)
پلگی پایین یا پلگی، روستایی در دهستان سرخ قلعه بخش سرخ قلعه شهرستان قلعه‌گنج در استان کرمان ایران است.

## جمعیت
بر پایه سرشماری عمومی نفوس و مسکن در سال ۱۳۹۵، جمعیت این روستا برابر با ۴۸۸ نفر (۱۳۸ خانوار) بوده‌است.